# Бромелл, Генри
Альфред Генри Бромелл (англ. Alfred Henry Bromell; 19 сентября 1947 — 18 марта 2013) — американский романист, сценарист и режиссёр.

## Карьера
Бромелл присоединился к команде полицейской драмы NBC «Убойный отдел» в 1994 году. Он служил в качестве сценариста и соисполнительного продюсера для третьего сезона шоу. Он написал семь эпизодов для этого сезона. Он был повышен до исполнительного продюсера для четвёртого сезона и в дальнейшем написал 17 эпизодов. Он свернул своё участие в пятом сезоне и стал консультирующим продюсером. Он написал ещё два эпизода прежде чем покинуть команду в конце сезона в 1997 году. Он в общей сложности приложил руку к 26 эпизодам в качестве сценариста на протяжении трёх сезонов сериала. Он вернулся в качестве сосценариста и соисполнительного продюсера к последующему полнометражному фильму «Убойный отдел. Фильм» в 2000 году.
Он был сценаристом и продюсером многих телесериалов, включая «Надежда Чикаго», «Северная сторона», «Убойный отдел», «Братство», «Карнавал» и «Рубикон». Он был консультирующим продюсером, а позже исполнительным продюсером сериала канала Showtime «Родина» на момент его смерти, и написал четыре эпизода: "Хороший солдат", "Уполномоченный Броуди", "Вопросы и ответы" и "Разбитые сердца". Он был награждён премией Гильдии сценаристов США за лучший сценарий в эпизоде драматического сериала за эпизод "Хороший солдат" и премией «Эмми» за лучший сценарий драматического сериала за "Вопросы и ответы". Он разделил премию «Эмми» за лучший драматический сериал и премию «Золотой глобус» за лучший сериал — драму с остальными продюсерами «Родины» в 2012 году. Он был номинирован в той же категории за свою работу в сериале 1993 года «Я лечу», за который его наградила премией Гильдии сценаристов США за эпизод "Благодать".
Бромелл был сценаристом и режиссёром полнометражного фильма «Паника» (2000), который был номинирован на главный приз на кинофестивале в Довиле, и телефильма «Последний шанс» с Джереми Айронсом в роли писателя Ф. Скотта Фицджеральда.

## Личная жизнь
Бромелл посещал Иглбрукскую школу (1963) и колледж Атлантики (1964—1966). Он окончил Амхерстский колледж в 1970 году. Он выиграл литературную премию Хоутон Миффлин за свой первый роман, «The Slightest Distance». Его коллекция рассказов, «I Know Your Heart, Marco Polo», был опубликован редакцией Knopf. Работа Бромелла появилась в двух коллекциях премии О. Генри.
Первой женой Бромелла была сценаристка и режиссёр, Кэролайн Томпсон. Он затем женился на Триш Судик, которая умерла от рака в январе 2009 года; у них был сын, Уильям.
Бромелл умер 18 марта 2013 года от сердечного приступа в больнице Санта-Моники, Лос-Анджелесе, в возрасте 65 лет. У него остались его жена, Сара, и его сыновья, Уильям и Джейк.

## Избранная библиография
- The Slightest Distance (1974) Houghton Mifflin, ISBN 978-0-395-19408-9
- I Know Your Heart, Marco Polo: Stories (1979) Knopf, ISBN 978-0-394-50116-1
- Follower: A Novel (1983) Simon & Schuster, ISBN 978-0-671-43271-3
- Little America (2002) Vintage, ISBN 978-0-375-71891-5